# Kazuto Kushida
Kazuto Kushida (jap. 櫛田一斗, Kushida Kazuto; * 28. Januar 1987 in Kyōto) ist ein japanischer Fußballspieler.

## Karriere
Kazuto Kushida erlernte das Fußballspielen in der Universitätsmannschaft der Kyoto Sangyo University in Kyōto. Seinen ersten Vertrag unterschrieb er 2009 bei Sagawa Printing SC in Kyōto. Nach drei Jahren wechselte er nach Thailand. Hier wurde er vom Chonburi FC unter Vertrag genommen. Der Club aus Chonburi spielte in der ersten Liga, der Thai Premier League. In den Jahren 2011, 2012 und 2014 wurde er mit dem Verein Vizemeister. 2011 und 2012 gewann er den Kor Royal Cup und 2014 stand er im Endspiel des FA Cup, dass man jedoch mit 0:1 gegen Bangkok Glass verlor. Nach 106 Erstligaspielen wechselte er die Hinrunde 2015 auf Leihbasis zum Phanthong FC. Der Verein im benachbarten Si Racha spielte in der dritten Liga, der Regional League Division 2, in der Central/East-Region. Die Rückserie wurde er an den Erstligisten Chainat Hornbill FC nach Chainat ausgeliehen. 2016 wurde er von Chainat fest verpflichtet. Nach Vertragsende in Chainat ging er 2017 nach Australien, wo der sich für zwei Jahre dem Wollongong United FC aus Wollongong anschloss. 2019 kehrte er in seine Heimat zurück. Hier nahm ihn Iwate Grulla Morioka unter Vertrag. Der Club aus Morioka spielte in der dritten Liga, der J3 League. Mit dem Club wurde er am Ende der Saison Tabellenletzter. 2020 ging er wieder nach Thailand, wo er von seinem ehemaligen Club Chonburi FC unter Vertrag genommen wurde. Bis Ende 2020 absolvierte er 14 Spiele für die Sharks. Ende 2020 wurde sein Vertrag nicht verlängert.
Seit dem 1. Januar 2021 ist er vertrags- und vereinslos.

## Erfolge
Chonburi FC
- Thai Premier League

Vizemeister: 2011, 2012, 2014
- FA Cup

2. Platz: 2014
- Kor Royal Cup

Sieger: 2011, 2012
Chainat Hornbill FC
- FA Cup

Sieger: 2016